# Elna Kimmestad
Elna Kimmestad (30 de julio de 1918 – 21 de marzo de 1997) fue una actriz y directora noruega, conocida principalmente por su labor teatral, que llevó a cabo principalmente en el Teatro Den Nationale Scene y en el Teatro nacional de Oslo.

## Biografía
Nacida en Oslo, Noruega, debutó en el año 1942 con la obra Erasmus Montanus, representada en el Teatro de Trøndelag, donde actuó hasta 1948. Trabajó en el Den Nationale Scene desde 1944 hasta 1945, y nuevamente entre 1948 y 1968. Desde 1968 hasta 1982 fue actriz del Teatro nacional de Oslo. También, y por períodos más cortos, trabajó para el Riksteatret y para el Rogaland Teater. Igualmente colaboró con Radioteatret, departamento de la Norsk Rikskringkasting.
En el Teatro nacional actuó en obras como Den stundesløse (1968), Den spanske flue (1970), Spöksonaten (1972) y De besatte (1975). Para el Den Nationale Scene fue Pauline en la obra de Nordahl Grieg Nederlaget, actuando también en Fysikerne. En ese último teatro también dirigió algunas representaciones de carácter infantil.
Elna Kimmestad falleció en 1997 en Grimstad, Noruega. Había estado casada con el actor Kjell Stormoen desde 1945 hasta 1972.

## Filmografía

### Cine
- 1978 : Formynderne
- 1973 : Kanarifuglen
- 1970 : Douglas
- 1970 : Exit

### Televisión
- 1979 : Legenden om Svarta Björn (telefilm)
- 1977 : Kjærlighet uten strømper (teatro TV, como directora)
- 1974 : Fleksnes - Beklager, teknisk feil
- 1972 : Fleksnes – Blodgiveren (serie TV)
- 1971 : Maksveringar (miniserie)
- 1963 : Den stundesløse]] (teatro televisivo)